# Reverse Psychology
Reverse Psychology är ett studioalbum av den finska musikgruppen Bomfunk MC's. Det gavs ut den 20 september 2004 och innehåller 12 låtar.

## Låtlista
| Nr  | Titel              | Längd |
| --- | ------------------ | ----- |
| 1.  | Hypnotic           | 4:04  |
| 2.  | Ladies & Fellas    | 3:57  |
| 3.  | No Way in Hell     | 3:43  |
| 4.  | Reverse Psychology | 3:56  |
| 5.  | Hey Everybody      | 3:57  |
| 6.  | Funky Things       | 3:23  |
| 7.  | Track Star         | 4:31  |
| 8.  | Turn It Up         | 3:57  |
| 9.  | Foxy Lady          | 3:32  |
| 10. | Irresistible       | 3:32  |
| 11. | Mosquito           | 3:08  |
| 12. | Obvious            | 3:58  |

## Listplaceringar
| Lista   | Topplacering |
| ------- | ------------ |
| Finland | 10           |